# خیار دریایی سیاه
خیار دریایی سیاه (نام علمی: Holothuria leucospilota) نام یک گونه از سرده خیار دریایی چرمی است.